# Marcipa
Marcipa é um gênero de traça pertencente à família Arctiidae.